# Ikazaki (Ehime)
El pueblo de Ikazaki (五十崎町 Ikazaki-chō?) fue un pueblo del Distrito de Kita en la Región de Nanyo (南予地方 Nanyo-chihō?) de la Prefectura de Ehime.

## Características
Se encuentra en el interior de la Región de Nanyo, a unos 15 km de la Ciudad de Oozu y a unos 40 km de Matsuyama. Limitaba al oeste con la Ciudad de Oozu, al norte con el Pueblo de Uchiko del Distrito de Kita; al sur con el Pueblo de Hijikawa, y al sur y este con la Villa de Kawabe, ambas del Distrito de Kita y son parte de la Ciudad de Oozu en la actualidad.
Hacia el oeste se encuentra el Monte Kannan (神南山 Kannan-zan?) que sirve de base para aficionados al parapente y hacia el sur el Monte Oomori (大森山 Oomori-yama?). El Río Oda (小田川 Río Oda?), un afluente del Río Hiji (肱川 Hijikawa?), atraviesa el Pueblo de norte a sur.
También organizaba competencias de barriletes.
El edificio del Ayuntamiento se encontraba a orillas del Río Oda y actualmente alberga el Ayuntamiento del Pueblo de Uchiko.

## Historia
- 1920: el 21 de mayo la Villa de Ikazaki (五十崎村 Ikazaki-mura?) pasa a ser el Pueblo de Ikazaki.
- 1929: el 26 de diciembre la Villa de Tenjin (天神村 Tenjin-mura?) absorbe una parte de Murasaki (村前村 Murasaki-mura?).
- 1954: el 1° de septiembre el Pueblo de Ikazaki absorbe las villas de Tenjin y Misogi (御祓村 Misogi-mura?).
- 2005: el 1° de enero es absorbida junto al Pueblo de Oda del Distrito de Kamiukena por el Pueblo de Uchiko.